# Pierre Cossette
Pierre Maurice Joseph Cossette (Salaberry-de-Valleyfield, 15 dicembre 1923 – Montréal, 11 settembre 2009) è stato un produttore televisivo e produttore teatrale canadese, noto per aver portato per la prima volta i Grammy Award in televisione nel 1971.

## Biografia
Nato in Quebec, è inserito nella Canada's Walk of Fame e nella Hollywood Walk of Fame. Ha vinto il Grammy Trustees Award nel 1995. Suo figlio John Cossette ha continuato il percorso del padre dopo il suo ritiro, diventando quindi produttore esecutivo dei Grammy.
Nel corso della sua carriera Pierre Cossette ha portato i Grammy Award in televisione nel 1971 e ha gestito giganti comici come Dick Shawn e Buddy Hackett.
È morto nel 2009, all'età di 85 anni, a Montréal.